# Masud Ghnaim
Masud Ghnaim, hebrejsky מסעוד גנאים‎, Mas'ud Ghna'im, arabsky مسعود غنايم‎‎ (narozen 14. února 1965 Izrael), je izraelský politik a poslanec Knesetu za stranu Sjednocená arabská kandidátka.

## Biografie
Bydlí ve městě Sachnin. Je ženatý, má tři děti. Vystudoval dějiny Blízkého východu na Haifské univerzitě. Hovoří hebrejsky, arabsky a anglicky.

## Politická dráha
Působil jako předseda pobočky Islámského hnutí v Sachninu a zároveň generální tajemník jižního křídla izraelského Islámského hnutí. V letech 1999–2003 řídil Sachninské kulturní centrum a v letech 2003–2005 zasedal v městské samosprávě v Sachninu.
Do Knesetu nastoupil po volbách roku 2009, ve kterých kandidoval za stranu Sjednocená arabská kandidátka. V parlamentu působí ve výboru pro vzdělávání, kulturu a sport a výboru pro televizi a rozhlas. Ve volbách v roce 2013 svůj mandát obhájil. Mandát obhájil rovněž ve volbách v roce 2015, nyní za alianci arabských menšinových stran Sjednocená kandidátka.